# Carbidschieten

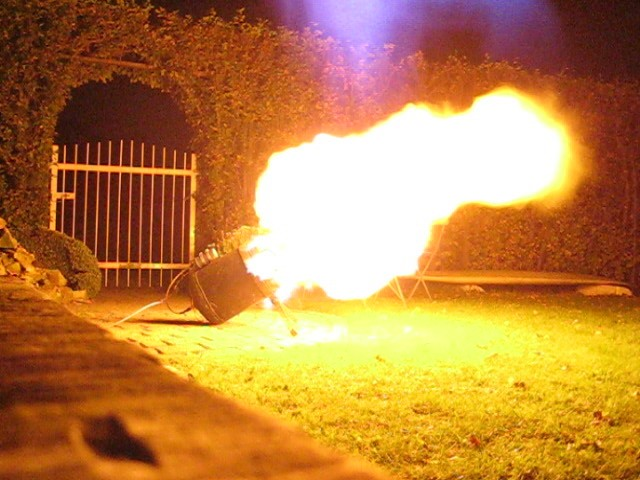
Carbidschieten

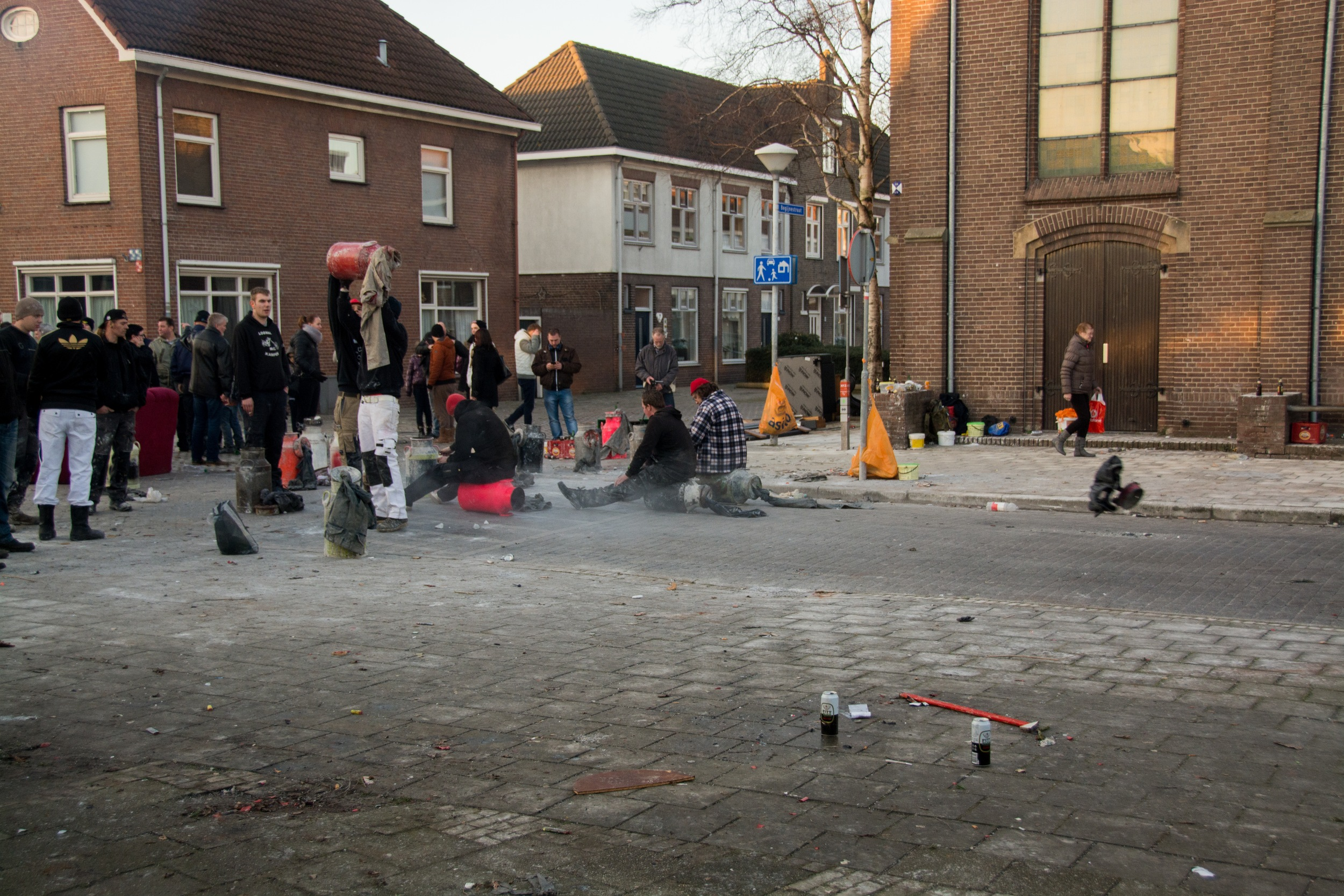
Carbidschieten in Kampen

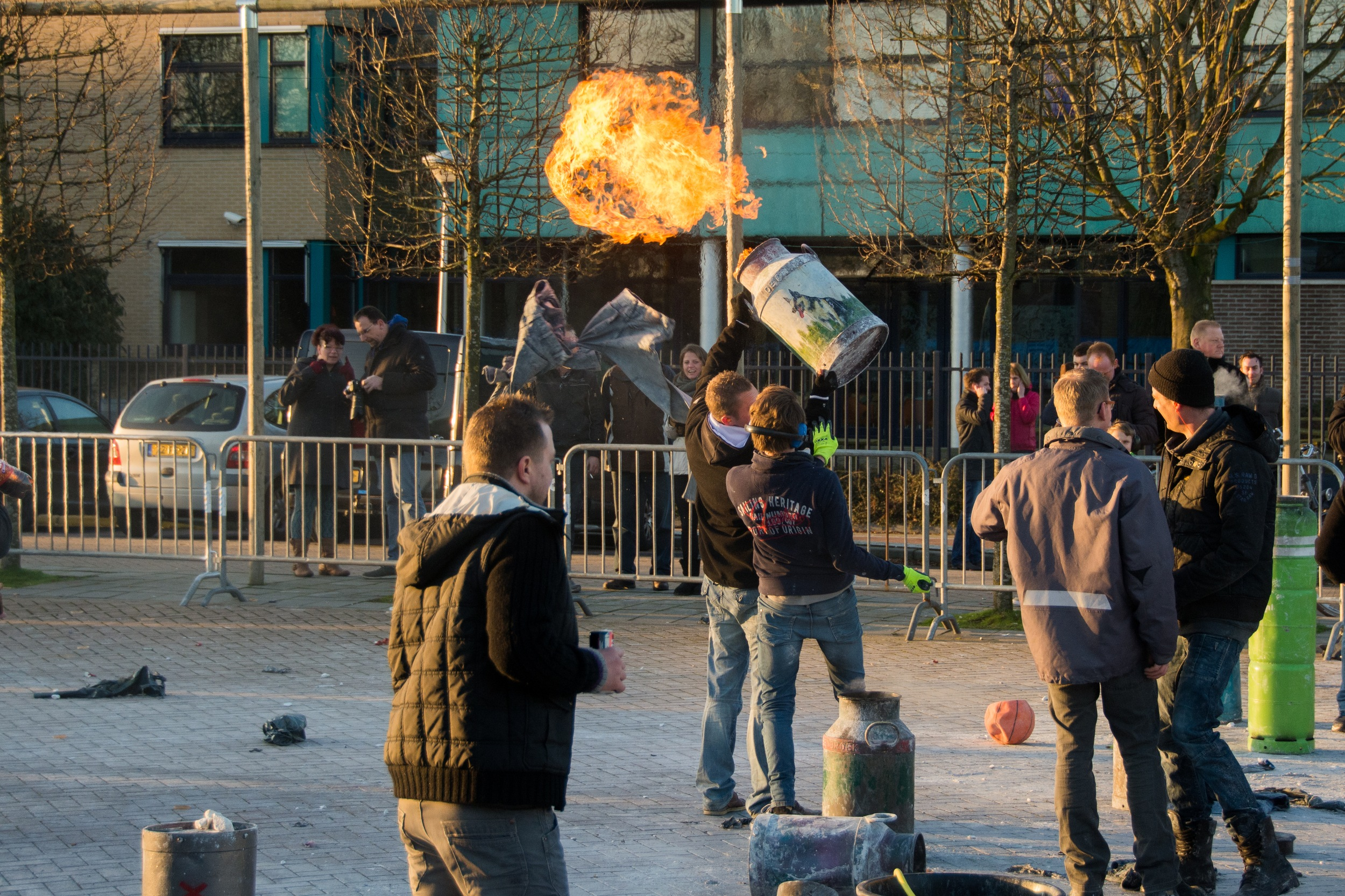
Carbidschieten in Kampen

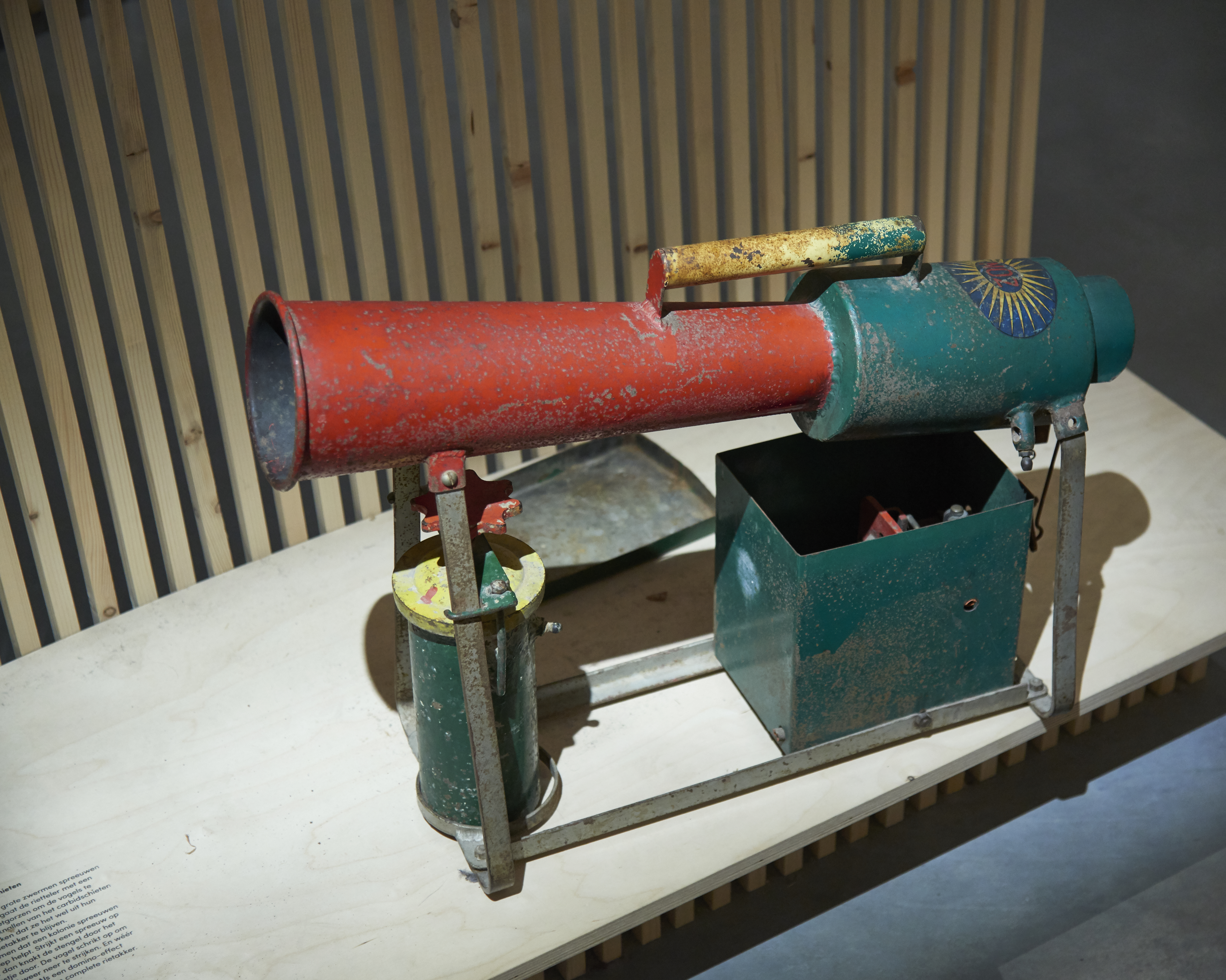
Apparaat voor carbidschieten destijds gebruikt door riettelers om spreeuwen te verjagen in de Biesbosch (Biesbosch MuseumEiland)

Carbidschieten is een plaatselijk gebruik in sommige zuidelijke, noordelijke en oostelijke streken van Nederland. Het vindt gewoonlijk plaats op oudjaar. 
Ook in andere landen/regio's vindt carbidschieten plaats, maar dan onder een andere naam of gelegenheid:
- carbuurschieten (Vlaanderen), op oudjaar en bij bruiloften[1]
- losschieten (Noord-Brabant)[2][3] op de avond van ondertrouw
- osterschießen (Oostenrijk), in de nacht vóór paaszondag

## Techniek
Calciumcarbide, "carbid", wordt in een melkbus, verfbus of aangepaste gasfles gelegd en enigszins natgemaakt, b.v. met water of speeksel, waarna de bus wordt afgesloten met het deksel of een (plastic) bal. Het zich vormende ethyn/luchtmengsel wordt door een klein zundgat (of met een bougie) ontstoken na ongeveer 30 seconden te hebben gewacht en ontploft met een dreunende knal, waarbij deksel of bal uit de bus schiet en tientallen meters verderop terecht kan komen. 
Het doel van het carbidschieten is een zo luid mogelijke knal te maken. Dit is te bereiken door een goede verhouding van carbid, toegevoegd water en lucht te zoeken (zie explosiegrens). De sport is hiermee te variëren en zo een ideale knal te vinden, waarmee de ander kan worden afgetroefd. Een luidere knal kan ook worden bereikt door een groter volume te gebruiken (omgebouwde giertanks van 5000+ liter zijn hierop geen uitzondering). Een grote knal is ook mogelijk door meerdere bussen tegelijkertijd af te vuren.
Een speciaal geluidseffect kan worden bereikt met een zgn. vortex-uitloop waarbij het expanderende gas gekanaliseerd wordt.
Een andere uitdaging kan worden gezocht in georganiseerde competities, waarbij teams het tegen elkaar opnemen in spelen waarin vnl. het schieten met een bal centraal staat (verst schieten; schieten op een mikpunt; bal vangen; etc.) maar ook uiteraard de hardheid van de knal. Deze vorm van georganiseerd carbidschieten ligt vaak in handen van een sportvereniging, of een speciale carbid-, of oudjaarsvereniging.

## Ontstaan
De geschiedenis van het carbidschieten is niet goed bekend. De traditie voert mogelijk terug tot de Germaanse joelfeesten. In de 19e eeuw bestond zowel op het platteland als in de stad het gebruik om op bijzondere dagen kabaal te maken. De traditie om in steden kanonnetjes af te vuren verdween aan het begin van de negentiende eeuw toen deze werd verboden.  Op het platteland bleef de gewoonte van het losschieten, het lossen van schoten bij de ondertrouw, bestaan. Waarschijnlijk is daaruit het carbidschieten ontstaan. Carbid kwam aan het eind van de negentiende eeuw beschikbaar.
Karbiet of carbid werd voor de Tweede Wereldoorlog ook gebruikt voor fietsverlichting. Voordat flessen met acetyleengas verkrijgbaar waren werd carbid door de meeste dorpssmeden gebruikt om te lassen. Er was dus eenvoudig aan te komen, hoewel het niet goedkoop was. Melkbussen waren vanaf het eind van de 19e eeuw op het platteland ook ruim voorhanden. In de loop van de twintigste eeuw kwam het schieten met melkbussen in zwang.

## Groeiende populariteit
Carbidschieten met melkbussen werd in de tweede helft van de twintigste eeuw steeds meer een sociale activiteit die niet alleen meer op boerenerven plaatsvond maar ook op dorpsbrinken en sportvelden. Er werden competities georganiseerd, speciale evenementen en kampioenschappen. De bedoeling was het deksel van de bus zo ver mogelijk weg te schieten. In de jaren tachtig werd besloten het deksel door een bal te vervangen omdat dit veiliger was. Carbidschieten is in 2014 als vijftigste traditie geplaatst op de Nationale Inventaris Immaterieel Cultureel Erfgoed in Nederland.
Nadat in 2014 een nieuwe vuurwerkwet is ingevoerd, is de populariteit van carbidschieten toegenomen. Volgens deze wet mocht vuurwerk alleen tussen 18 en 2 uur  op oudejaarsnacht worden afgestoken. Daar carbidschieten niet onder deze wet valt, gingen meer mensen hiertoe over.
Ten tijde van de coronacrisis in 2020, toen voor oudjaar 2020/2021 een vuurwerkverbod was afgekondigd, is overwogen ook het carbidschieten landelijk te verbieden. Dat verbod kwam er niet maar in diverse gemeenten en regio's is wel tot een verbod overgegaan, zoals in Den Haag en Noord-Brabant.

## Risico’s
Carbidschieten is niet zonder risico's. Door goede voorzorgsmaatregelen te nemen (en na te leven) kunnen de risico's tot een minimum worden beperkt. Ondeskundigheid, onvoorzichtigheid of overmoed zijn vaak de oorzaak van incidenten die tot materiële schade, lichamelijk letsel of zelfs de dood leiden. Risico's kunnen verminderd worden door een goede materiaalkeuze en door bij het schieten de juiste maatregelen te nemen.

### Materiaal
Belangrijke kwesties bij materiaalkeuze  en -gebruik betreffen de bus, de afsluiter, de ontsteking en de beschermingsmiddelen. De bus moet stevig genoeg zijn om de klap op te vangen; een stalen melkbus heeft daarom de voorkeur boven een aluminium (of koperen) melkbus. Naast de klassieke melkbus zijn er allerlei alternatieve bussen verkrijgbaar, waarvan de omgebouwde gasbus populair is. Scheuren mogen niet voorkomen. De bus wordt afgesloten met een afsluiter, bij voorkeur een bal of plastic zeil. Bij een melkbusdeksel bestaat namelijk het risico dat deze te stevig in de opening gaat zitten, waardoor de (zwakke) bus zelf ontploft. Ook bij het inslaan van de deksel kunnen vonken ontstaan, met een vroegtijdige ontsteking tot gevolg. Om schade door een wegvliegende afsluiter te verhinderen, wordt deze meestal vastgebonden met een stevig touw van enkele tientallen meters lengte. Bij de ontsteking zijn de risico's het kleinst wanneer de eigenaar afstand houdt. Een fakkel of gasbrander op een lange stok, een komaansteker, of een elektronische ontsteking zijn goede alternatieven voor een aansteker, lont of rotje. Persoonlijke beschermingsmiddelen zijn belangrijk. Een goede knal is vaak oorverdovend. Daarom is het aan te raden om bij het carbidschieten gehoorbescherming te dragen. Dit geldt ook voor mensen die dicht bij de melkbussen staan te kijken. Andere beschermingsmiddelen zijn (vuurwerk)bril en handschoenen.

### Het schieten
Bij het schieten moet gelet worden op de plaatsing van de bus, het schootsveld, het aankondigen van het schietmoment en de blindgangers. De plaatsing van de bus moet zodanig zijn, dat deze niet naar achter kan schieten, bijvoorbeeld door deze in te graven, of in een autoband te plaatsen. Degene die aansteekt, moet zijwaarts ten opzichte van de bus staan. Er moet een vrij schootsveld van 75-100 m aangehouden worden en uiteraard is richten op mensen of dieren taboe. Het duidelijk aankondigen van het schietmoment verhoogt de veiligheid, evenals van het moment dat de afsluiter wordt opgehaald. In geval van een blindganger is het aan te raden de afsluiter te verwijderen, en net zo lang te wachten tot er zeker geen gas meer aanwezig is in de bus.

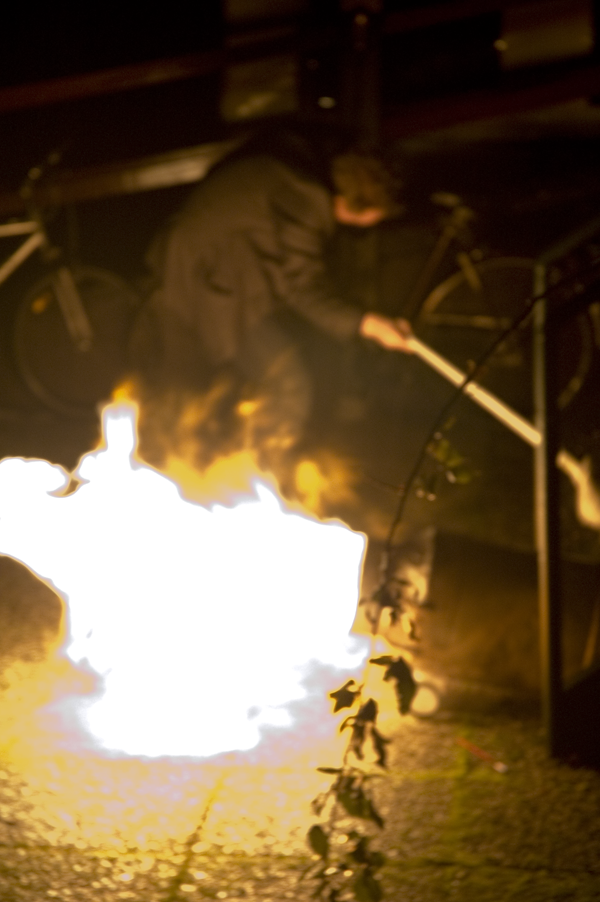
Te veel water gebruikt
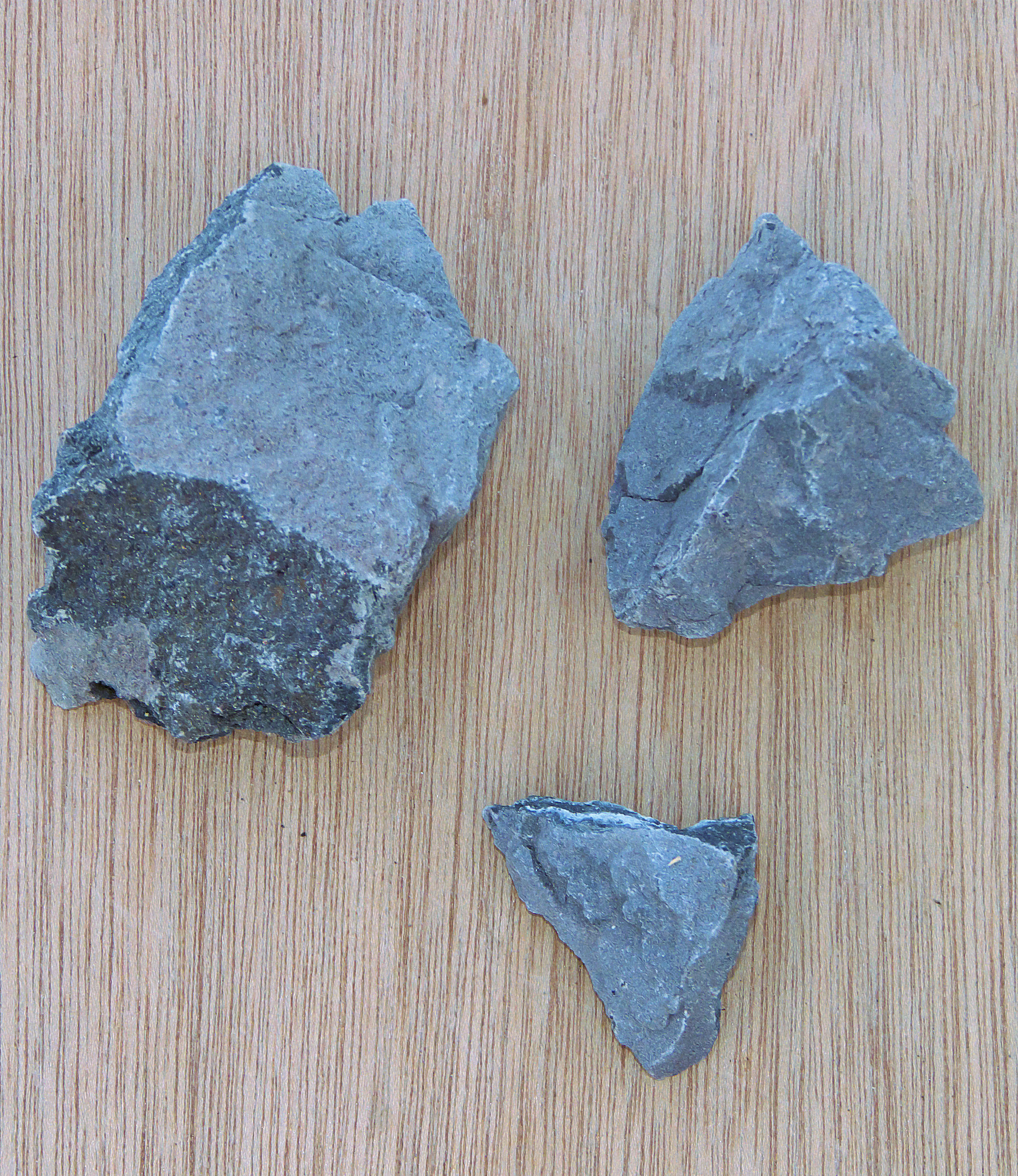
Carbid